# Selva amazónica suroccidental
La selva amazónica suroccidental es una ecorregión de la ecozona neotropical que se extiende por amplas regiones del oeste y centro de Brasil, sudeste de Perú y norte de Bolivia, cubriendo  2.093.811 km².
Las grandes expansiones de estos relativamente indisturbados hábitats proveen refugio para muchas especies que están altamente amenazadas: jaguar (Panthera onca), Harpia harpyja, Pteronura brasiliensis, caimán Melanosuchus niger, pecarí Tayassu tajacu, varias especies de macacos: Ara spp., Cracidae, y Crax spp.  Existen muchísimas especies poco estudiadas biológicamente, varios inventarios demuestran que la región tiene altísima diversidad registrada de especies en el mundo en plantas, aves, peces, mariposas.  Muchas de esas especies son endémicas de esta Selva Amazónica sudoccidental, y ya no hallada en otras regiones debido a presión de caza, destrucción de comunidades forestales, y expansión de programas de “desarrollo”.